# Melasina nectaritis
Melasina nectaritis är en fjärilsart som beskrevs av Edward Meyrick 1915. Melasina nectaritis ingår i släktet Melasina och familjen säckspinnare. Inga underarter finns listade i Catalogue of Life.